# Miantochora griseata
Miantochora griseata là một loài bướm đêm trong họ Geometridae.